# Vito Noto

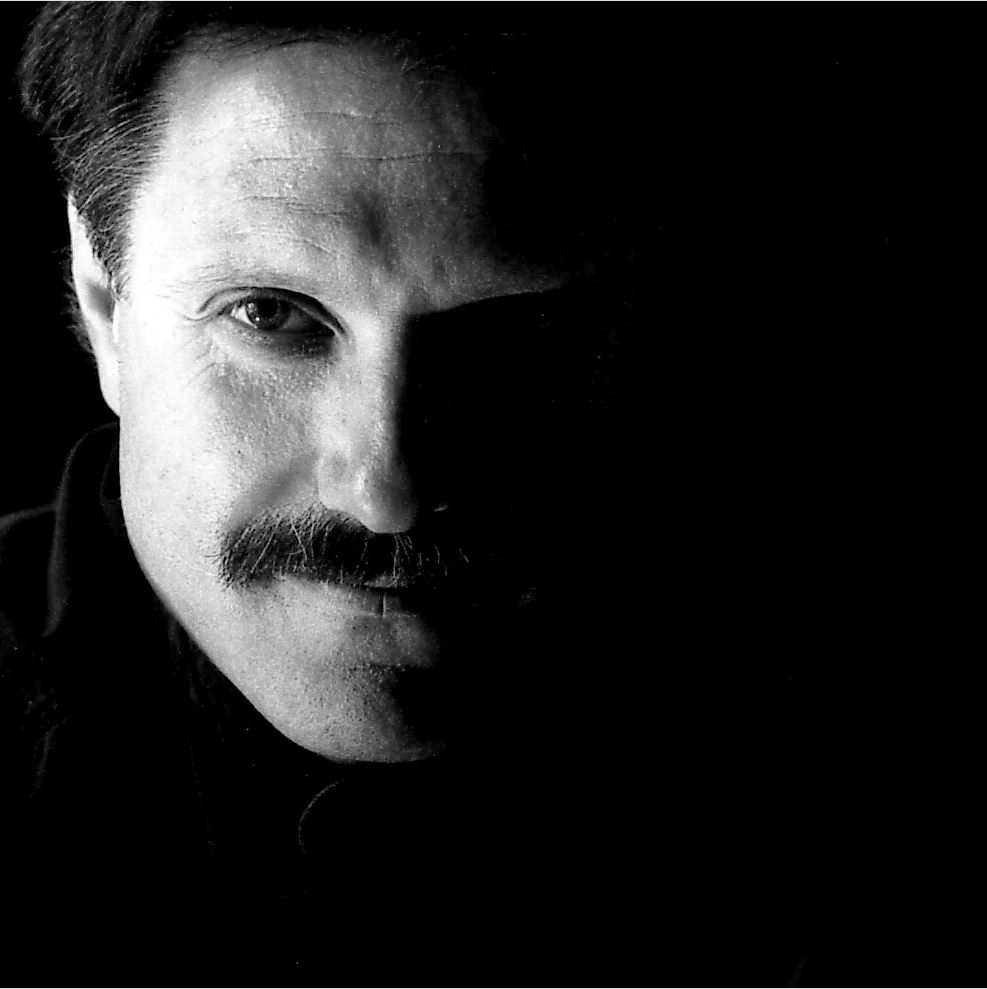
Vito Noto, 2016

Vito Noto (* 1955 in Ragusa, Italien) ist ein italienischer Designer, eingebürgerter Schweizer.

## Leben
Im Jahr 1958 zog die Familie in die Schweiz in den Kanton Luzern und im Jahr 1969 ins Tessin. Im Jahr 1976 erwarb Noto an der Scuola Politecnica del Design in Mailand sein Diplom, wo er von italienischen und internationalen Professoren wie Nino di Salvatore, Alberto Rosselli, Isao Hosoe, Narciso Silvestrini, Bruno Munari, Max Huber, Achille Castiglioni und Bob Noorda unterrichtet wurde.
Nach beruflichen Erfahrungen in Design-Büros in Zürich, Hamburg und Paris gründete er sein Atelier für Industrial Design in Cadro-Lugano, Tessin. Wichtige Zusammenarbeiten mit Firmen in den Bereichen Investitions- und Konsumgüter, Produktdesign, Corporate-Produktdesign, Interface Design für Maschinen und Homepages, Grafikdesign, Messestandgestaltung und Kunstausstellungen folgten.
Seine Arbeiten wurden mit dem Design Preis Schweiz, Compasso d’Oro, IF Die gute Industrieform, ADI Design Index, ausgezeichnet. Neben seiner beruflichen Aktivität hat er an Fachhochschulen und Universitäten didaktische Aufgaben und von 2005 bis 2016 leitete er als Präsident den FotoClubLugano.

## Auszeichnungen
- IF Die gute Industrieform 1985, Schalttellerautomat Albe-RM 16[1]
- IF Die gute Industrieform 1990, LiStamat-Umlaufregal[2]
- Compasso d’Oro 1991, Frankiermaschine GAMMA 25 Elet
- Compasso d’Oro 1994, Koffersystem Clip Case/Clip Case Rack
- Design Preis Schweiz 1995, Koffersystem  Clip Case/Clip Case Rack
- Design Preis Schweiz 1995, Vollautomatische Analysegerät Microlab F.A.M.E.
- Compasso d’Oro 1994, Zellpräpariersystem für DurchflusszytometerAnalysen LYSET
- ADI Design Index 2000, 24 Stunden Armbanduhr, Giorno/Notte
- ADI Design Index 2002, Analysen Pippettiergeräte PIPETBOY
- StampNews.com:  Weltbesten Briefmarken 2011, Top Ten, Alternative Energie, Fürstentum Liechtenstein
- ADI Design Index 2016, Schussfadenspeicher ECOSMART

## Konferenzen und Workshops
- CSIA Lugano
- HAED Geneva
- Universidad Anáhuac México, Mexiko-Stadt
- Nationale Autonome Universität von Mexiko, Mexiko-Stadt
- Universidad Autónoma Metropolitana, Mexiko-Stadt
- GIANESIN/CANEPARI Asolo
- Fondazione IDI Mailand